# کارآگاه علوی ۲
کارآگاه علوی ۲ یک مجموعه تلویزیونی پلیسی تاریخی محصول ۱۳۸۷ سیما فیلم است.

## خلاصه داستان
ماجراهای سریال کارآگاه علوی ٢ در سال‌های ۱۳۲۰ تا ۱۳۳۰ رخ می‌دهد. این مجموعه در واقع به داستان بازگشت کارآگاه علوی پس از تبعید و دوباره به کار فراخوانده شدن او می‌پردازد. او در بازگشت، تصمیم می‌گیرد با پیگیری پرونده‌های مفاسد عوامل رژیم شاه، پرده از این فساد بردارد

## عوامل تولید
- طراح نورپردازی: منوچهر شمسایی
- تصویربرداران: محمد کاظمی، مهدی شکیبا
- تدوین: کاوه ایمانی
- صدابردار: مرتضی دهنوی

## قسمت‌ها
- شروع دوباره (دو قسمت)
- جواهرات گمشده (دو قسمت)
- گمشدگان (دو قسمت)
- جنایت در عصر جدید (دو قسمت)
- ماجرای لیستر (سه قسمت)
- قتل در چاپخانه
- پنج گلوله برای شاه (سه قسمت)
- جنایت در تماشاخانه
- فرار
- قتل نخست‌وزیر